# ワールド・ゴーン・クレイジー
『ワールド・ゴーン・クレイジー』（World Gone Crazy）は、アメリカ合衆国のロック・バンド、ドゥービー・ブラザーズが2010年に発表した通算13作目、再結成後としては4作目のスタジオ・アルバム。

## 背景
再結成後のアルバムとしては初めて、バンドと旧知のテッド・テンプルマンがプロデューサーに起用された。トム・ジョンストンは本作リリース後のインタビューにおいて、「彼（テンプルマン）は選曲に関して本当に有能で、私がプロデューサーを起用したいと思った主な理由も、その点にある。バンド自身が民主主義的に選曲しても、常に良い作品になるとは限らないからね」と語っている。
「ドント・セイ・グッバイ」には元メンバーのマイケル・マクドナルドがゲスト参加した。また、「アイ・ノウ・ウィ・ウォン」はメンバーのパトリック・シモンズがウィリー・ネルソンと共作した曲で、ネルソンはレコーディングにもフィーチャリング・ゲストとして参加している。「ノーバディ」はアルバム『ドゥービー・ブラザーズ・ファースト』（1971年）で発表された曲のセルフ・カヴァーで、本作のリリースに先行して、バンドの公式サイトで公開された。

## 反響・評価
アメリカのBillboard 200では39位に達し、『サイクルズ』（1989年）以来21年ぶりに全米トップ40入りを果たした。『ビルボード』のインディペンデント・アルバム・チャートでは8位、ロック・アルバム・チャートでは14位を記録。また、『ビルボード』のアダルト・コンテンポラリー・チャートでは「ファー・フロム・ホーム」が24位、「ア・ブライター・デイ」が18位に達した。
Stephen Thomas Erlewineはオールミュージックにおいて5点満点中3.5点を付け「バンドの最良の部分を引き出す術を知り尽くした往年のプロデューサー、テンプルマンも称賛されるべきとはいえ、トム・ジョンストン、パット・シモンズ、ジョン・マクフィー、マイケル・ホサックも良い状態にあり、しっかりした曲作りとリラックスした生々しい演奏で、驚くほど強力なアルバムに結実した」と評している。

## 収録曲
特記なき楽曲はトム・ジョンストン作。
1. ア・ブライター・デイ - "A Brighter Day" - 3:54
2. シャトー - "Chateau" (Patrick Simmons, Ted Templeman) - 4:18
3. ノーバディ - "Nobody" - 4:35
4. ワールド・ゴーン・クレイジー - "World Gone Crazy" - 5:10
5. ファー・フロム・ホーム - "Far from Home" (P. Simmons, T. Templeman) - 3:45
6. ヤング・マンズ・ゲーム - "Young Man's Game" - 5:32
7. ドント・セイ・グッバイ - "Don't Say Goodbye" (P. Simmons, T. Templeman) - 4:53
8. マイ・ベイビー - "My Baby" - 4:03
9. オールド・フアレス - "Old Juarez" - 3:47
10. アイ・ノウ・ウィ・ウォン - "I Know We Won" (Willie Nelson, P. Simmons) - 4:05
11. ロウ・ドッグス - "Law Dogs" - 3:21

### 日本盤ボーナス・トラック
12.と13.は、アメリカやヨーロッパで発売されたデラックス・エディション盤にも収録された。
1. リトル・プレイヤー - "Little Prayer" (P. Simmons) - 2:57
2. ニューヨーク・ドリーム - "New York Dream" - 4:39
3. デルタ・デヴィル・ドッグ - "Delta Devil Dog" (John McFee) - 0:45
4. ライ・トゥ・ミー - "Lie To Me" - 3:59

### デラックス・エディション盤ボーナスDVD
1. Doobie Brothers Documentary
2. "Nobody" Music Video

## 参加ミュージシャン
- トム・ジョンストン - ボーカル、ギター、バックグラウンド・ボーカル
- パトリック・シモンズ - ボーカル、ギター、バックグラウンド・ボーカル
- ジョン・マクフィー - ギター、バンジョー、マンドリン、ヴァイオリン、ドラムス、パーカッション、バックグラウンド・ボーカル
- マイケル・ホサック - ドラムス、パーカッション

アディショナル・ミュージシャン
- ボブ・グラウブ - ベース
- ジェイムス・ハッチンソン - ベース(on 10.)
- マイケル・マクドナルド - ボーカル(on 7.)
- エイミー・ホランド - ボーカル(on 7.)
- ゲイル・スワンソン - ボーカル(on 7.)
- ウィリー・ネルソン - ボーカル(on 10.)
- ノートン・バッファロー（英語版） - ハーモニカ(on 7.)
- マーク・ルッソ - ホーン・セクション(on 4. 13.)
- ミック・ジレット - ホーン・セクション(on 4. 13.)
- ガイ・アリソン - キーボード(on 1. 3. 10. 12.)、ピアノ(on 2. 9. 10.)、エレクトリックピアノ(on 8.)、ハモンドオルガン(on 9.)
- ビル・ペイン - ピアノ(on 1. 4. 6. 8. 11.)、ハモンドオルガン(on 1. 2. 4. 11. 13.)
- キム・バラード - シンセサイザー(on 5.)、キーボード(on 7. 9.)、ピアノ(on 9.)
- グレッグ・ビソネット - ドラムス(on 4. 6.)
- ジョーイ・ワロンカー - ドラムス(on 8.)
- カール・ペラッツォ - パーカッション(on 1. 6. 9. 13.)
- テッド・テンプルマン - タンブリン(on 2.)
- ロス・ホガース - ギター(on 4.)、ドラムス(on 10.)、パーカッション(on 10.)
- ティム・ピアース - ギター(on 4.)
- キャメロン・ストーン - チェロ(on 5.)
- ドリアン・ホリー - バックグラウンド・ボーカル(on 1. 8. 13.)
- ナヤナ・ホリー - バックグラウンド・ボーカル(on 1. 13.)
- ダリル・フィネッセ - バックグラウンド・ボーカル(on 1. 8.)
- サイーダ・ギャレット - バックグラウンド・ボーカル(on 1.)
- ティム・ジェイムス - バックグラウンド・ボーカル(on 9.)